# Stefan Westenbroek
Stefan Westenbroek (Ommen, 5 maart 2002) is een Nederlandse langebaanschaatser. Hij is gespecialiseerd in de korte (sprint) afstanden, de 500 en 1000 meter.
Gedurende het schaatsseizoen 2020/2021 kwam Westenbroek uit namens TalentNED. Vanaf seizoen 2021/2022 schaatst hij voor Team Reggeborgh onder leiding van Gerard van Velde. Eind oktober 2022 won Westenbroek tijdens de WB-kwalificatiewedstrijden de 500 meter en plaatste zich daarmee voor de wereldbeker, maar toen hij bij een krachttraining een halter op zijn linkervoet liet vallen en daardoor een breuk in de grote teen opliep werd Joep Wennemars in Stavanger aangewezen als zijn vervanger.

## Persoonlijke records
| Afstand    | Tijd    | Datum            | Baan       |
| ---------- | ------- | ---------------- | ---------- |
| 500 meter  | 34.41   | 16 februari 2024 | Calgary    |
| 1000 meter | 1.09.08 | 10 november 2024 | Heerenveen |
| 1500 meter | 1.50.92 | 11 januari 2019  | Heerenveen |
| 3000 meter | 3.57.69 | 23 december 2018 | Heerenveen |

## Resultaten
| Jaar | NK Afstanden       | NK Sprint              | WK Afstanden | Wereldbeker | WK Junioren       |
| ---- | ------------------ | ---------------------- | ------------ | ----------- | ----------------- |
| 2020 |                    |                        |              |             | 8e 500m 23e 1000m |
| 2021 | 8e 500m            | 12e (10, 8e, 11e, 13e) |              |             |                   |
| 2022 | DQ 500m            | NS2 (8e, -, -, -)      |              | 60e 500m    |                   |
| 2023 | 500m               | 8e (5e, 11e, 6e, 11e)  |              | 28e 500m    |                   |
| 2024 | 17e 500m 18e 1000m | 7e · (, 11e, , 15e)    | 6e 500m      | 35e 500m    |                   |
| 2025 | DQ 500m 13e 1000m  | 7e (4, 12e, 7e, 13e)   |              |             |                   |

(#, #, #, #) = afstandspositie op sprinttoernooi (500m, 1000m, 500m, 1000m).
Team Reggeborgh
Jenning de Boo · Marcel Bosker · Janno Botman · Wesly Dijs · Marrit Fledderus · Louis Hollaar · Femke Kok · Kjeld Nuis · Hein Otterspeer · Tim Prins · Antoinette Rijpma-de Jong · Patrick Roest · Mats Siemons · Remo Slotegraaf · Stefan Westenbroek
Coaches: Gerard van Velde · Dennis van der Gun · Robin Derks